# 留学生杂志
《留学生》是由中共中央统战部主管、欧美同学会與中国留学人员联谊会主办、海内外公开发行的雜誌，是中國第一份以自費留學作為主題的刊物。

## 基本介绍
- 《留学生》杂志是由中共中央统战部主管、欧美同学会·中国留学人员联谊会主办、海内外公开发行的国家级刊物（半月刊）。
- 上半月刊主要服务于广大留学归国人员。杂志以高端的视野，独特的视角，生动的细节，精美的图片，综合反映归国留学人员的观点、建言、生活及思考。
- 下半月刊主要服务于广大出国留学人员。杂志为读者提供最新的出国留学资讯，密切关注海外留学生的学习、生活和工作，感知留学环境，感受名校脉搏，为留学生及准留学生提供全面而权威的服务。

## 发展历程
- 《留学生》杂志创刊于1920年，当时名为《欧美同学会丛刊》。
- 1987年，邓小平为本刊题写刊名《欧美同学会会刊》。
- 2002年，因市场需求，杂志更名为《留学生》。
- 2013年，《留学生》杂志由月刊扩展为半月刊。[3]

## 刊物目录
- 时讯（Newsletter） 短波， 聚焦，横议，访谈，图说，微音
- 出国（Go Aboard）域外，点滴，支招，服务
- 归国（Homecoming）创业，经验，政策
- 文化（Culture）观潮，艺苑，悦读

## 风格特色
- 《留学生》杂志是一份面向中国在外留学生的杂志。以提供中国赴外国留学的签证、护照办理的相关政策，以及留学目的国家有关中国留学生的留学、签证、移民政策相关的信息。
- 另一方面，《留学生》杂志也向海外回归中国的人士提供国内科技创业园、回国政策等方面的概况和动态，介绍留学生回归中国创业就业相关的情况。[1]

## 其他信息
《留学生》杂志为半月刊，每期64页，全彩色印刷，在国内外公开发行
- 刊名： 留学生
- 主办：  欧美同学会
- 周期：  半月刊
- 出版地：北京市
- 语种：  中文
- 开本：  大16开
- 国内统一刊号：CN11-4869/C
- 国际刊号：ISSN 1671-8739。
- 邮发代号： 2-298